# Metastabilno stanje
Metastabilno stanje je vzbujeno stanje fizikalnega sistema (npr.atom ali jedra), ki ima dolg življenjski čas v primerjavi s spontanim razpadom (vse do časov,ki so velikostnega redu sekunde).